# Fortún Garcés de Biel
Fortún Garcés de Biel fue un noble aragonés del siglo XII, que llegó a ser mayordomo real y tenente de Huesca.

## Biografía

### Orígenes
Sus orígenes familiares son desconocidos. En los nobiliarios de siglos posteriores se nombran dos Fortún Garcés de Biel como padre e hijo de Castán de Biel. Sin embargo, todas las fuentes que los mencionan son muy posteriores a los hechos y con conocidas invenciones para cubrir los huecos tras la caída en desgracia de varios linajes en la guerra civil que siguió a la muerte de Alfonso I el Batallador. En las fuentes primarias no hay tales referencias, y en cambio se han trazado otros nombres para el linaje de Castán. Algunos autores modernos lo consideran primo de Castán, y por lo tanto de posible origen ultrapirenaico y emparentado con otros tenentes del corazón del reino como Castán y Per Petit, si bien no aportan fuentes.
El uso del nombre hispano Fortún hace en cambio suponer a algunos autores que sería parte de la familia Fortuñones, muy habitual en el reino de Aragón. En los años previos a la actividad pública de Fortún Garcés consta entre los nobles sobrarbenses un García Fortuñones que podría ser su padre siguiendo las cadenas patronímicas habituales del periodo.
Por menciones posteriores y apariciones conjuntas en documentos parece más seguro su relación con Fortún Maza, otro noble mencionado en las crónicas. Sin embargo la existencia de menciones anacrónicas en la Crónica de San Juan de la Peña siembra más problemas, siendo probable que Maza fuera uno de sus hijos.

### Vida documentada
Durante el reinado de Pedro I parece haber participado en la conquista de Huesca y haber sido recompensado con propiedades y tenencia probablemente en conjunto con el hermano del rey, el infante Alfonso Sánchez. Así se le identifica con el tenente en Usón, Novales, Argavieso y Pueyo de Fañanás (Fortunio Garcez de Balle). Al ser Fortún Garcés un nombre común, algunos autores no consideran completamente segura la identificación de la persona. Tampoco hay unanimidad en la identificación del topónimo Pueyo, pues Fortún Garcés es considerado por algunos autores el posterior tenente de Puibolea. Fortún Garcés también recibió casas y propiedades en la ciudad de Huesca.
Fortún Garcés aparece más profusamente en la documentación real tras el ascenso al trono de Alfonso Sánchez a la muerte sin hijos de Pedro I. En 1110 fue nombrado tenente de la capital, Huesca, donde parece haber sido el hombre fuerte del nuevo rey. En los documentos reales aparecen después menciones a su dominio en Pueyo, Sabayés, y Tena, así como dueño de posesiones en Arascués, Bandaliés y otras localidades. Existe también un documento que le atribuye las tenencias de Ulle y Filera, si bien hay fuertes indicios de que es una falsificación posterior. Fue también mayordomo real o cabeza de la corte y administración real. En 1115 sumó a sus cargos el de justicia real en la ciudad.
Aunque fue sustituido en la tenencia de Huesca en 1115 en favor de Sancho Juanes y en la mayordomía real en pro de Fortún Garcés Cajal, Fortún Garcés de Biel siguió siendo un miembro relevante de la oligarquía oscense. Aparece hasta 1122 como tenente en Tena, aunque para 1125 había sido sustituido también en Tena por Sancho Juanes, mientras que parece que retuvo Pueyo  y Sabayés toda su vida. En 1126 fue zalmedina (juez y jefe de la policía municipal) de Huesca, uno de los principales cargos de la ciudad. Seguía vivo en 1134, cuando consta que tras la muerte de Alfonso I tomó partido por su hermano Ramiro Sánchez y firma como testigo en la confirmación de los fueros de la ciudad por el nuevo monarca.
Según las reconstrucciones más aceptadas en la actualidad, tuvo dos hijos que tuvieron un papel destacado en la aristocracia aragonesa: Fortún Garcés y Maza.